# Bernard Tissier de Mallerais

Bernard Tissier de Mallerais (um 2019)

Wappen

Bernard Tissier de Mallerais (* 14. September 1945 in Sallanches, Département Haute-Savoie, Frankreich; † 8. Oktober 2024) war ein römisch-katholischer Bischof der traditionalistischen Priesterbruderschaft St. Pius X.

## Leben
Tissier de Mallerais absolvierte ein Universitätsstudium der Biologie und erwarb den Grad eines Magisters, ehe er 1969 als einer der ersten Seminaristen in das Priesterseminar der Priesterbruderschaft St. Pius X. (FSSPX) im schweizerischen Freiburg im Üechtland eintrat. Am 29. Juni 1975 wurde er in Ecône zum Priester geweiht. Dort wirkte er anschließend als Professor, später als Regens des Seminars. Danach wurde er Generalsekretär der FSSPX (1974–1979 und erneut 1984–1996).
Am 30. Juni 1988 wurde er mit drei anderen Priestern durch den Gründer der FSSPX, Erzbischof Marcel Lefebvre, für die Priesterbruderschaft St. Pius X. zum Bischof geweiht. Weil diese Weihen gegen den Willen des Papstes erfolgten, erließ Papst Johannes Paul II. ein Dekret, mit dem festgestellt wurde, dass sich die Weihespender (Erzbischof Marcel Lefebvre und Bischof Antônio de Castro Mayer) sowie die vier geweihten Bischöfe die Tatstrafe der Exkommunikation zugezogen hätten. Am 28. Juli 1991 weihte er seinerseits unerlaubt den brasilianischen Priester Licínio Rangel zum Bischof.
Die Priesterbruderschaft bestritt das Eintreten der Exkommunikation unter Berufung auf die aus ihrer Sicht existierende Kirchenkrise und einen bestehenden Kirchennotstand, weswegen Tissier de Mallerais innerhalb der Piusbruderschaft auch weiterhin Sakramente, vor allem Firmungen und Weihen, sowie die einem Bischof vorbehaltenen Segnungen spendete.
Seine Aufgaben innerhalb der Priesterbruderschaft St. Pius X. lagen von 1979 bis 1983 bei der Leitung des Seminars von Ecône; daneben war er von 1974 bis 1979 Generalsekretär der Bruderschaft. Von 1984 bis 1996 fungiert er erneut als Generalsekretär. Seine Hauptaufgabe bestand ab 1996 in der Erforschung und Dokumentation des Lebens des verstorbenen Erzbischofs Marcel Lefebvre. 2002 publiziert er eine Biographie über Lefebvre, die 2012 auf Deutsch erschien.
Tissier de Mallerais bezeichnete Papst Benedikt XVI. in einem Zeitungsartikel vom Dezember 2008 als Häretiker und Modernisten und lehnte jede Versöhnung mit dem „besetzten Rom“ ab. Benedikt ließ am 21. Januar 2009 die Exkommunikation Tissier de Mallerais’ durch ein Dekret der Bischofskongregation aufheben.
Am 1. Februar 2009 erklärte Tissier de Mallerais gegenüber der italienischen Zeitung La Stampa, über die kommende Einigung mit der römisch-katholischen Kirche: „Wir ändern unsere Positionen nicht, aber wir haben die Intention, Rom zu bekehren, das heißt, Rom zu unseren Positionen zu führen.“
Tissier de Mallerais machte die kritische Analyse der Erklärung des Zweiten Vatikanischen Konzils über die Religionsfreiheit zu seiner besonderen Aufgabe.
Er starb am 8. Oktober 2024 im Alter von 79 Jahren an den Folgen eines Sturzes, den er sich einige Tage zuvor im Seminar von Ecône zugezogen hatte. Er wurde am 18. Oktober 2024 in der Gruft des Seminars beigesetzt.

## Werke (Auswahl)
- Marcel Lefebvre: Eine Biographie. Sarto, Bobingen 2012, ISBN 978-3-932691-57-7.